# فرم مربعی
در ریاضیات فرم‌های مربعی (Quadratic form) به چندجمله‌ای‌های همگن درجهٔ دو با هر تعداد متغیر گفته می‌شود.
{\displaystyle 4x^{2}+2xy-3y^{2}}

## نمایش با ماتریس
یک فرم دو خطی
{\displaystyle Q(x_{1},...,x_{n})}
را می توان به کمک یک ماتریس متقارن
{\displaystyle A_{n\times n}}
نمایش داد به این صورت که:
{\displaystyle Q(x_{1},...,x_{n})=x^{T}Ax}
. به عنوان مثال:
{\displaystyle Q(x_{1},x_{2})=4x_{1}^{2}+2x_{1}x_{2}-3x_{2}^{2}={\begin{pmatrix}x_{1}&x_{2}\end{pmatrix}}{\begin{pmatrix}4&1\\1&-3\end{pmatrix}}{\begin{pmatrix}x_{1}\\x_{2}\end{pmatrix}}}